# Antibiotikaspektrum

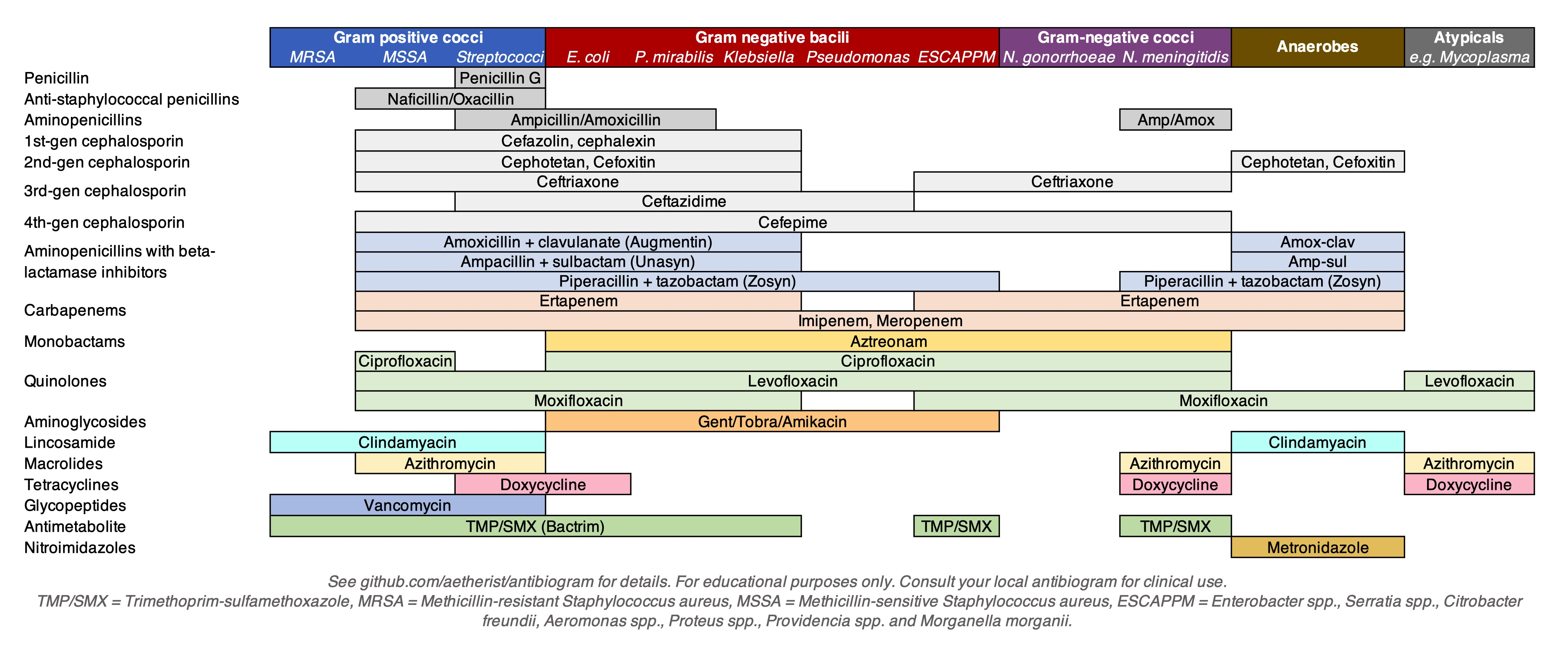
Exempel på ett förenklat diagram som visar vanliga sjukdomsframkallande bakterier och de antibiotika som verkar mot dem. Observera att olika antibiotika tar olika bakterier, dvs har olika spektrum

Med antibiotikaspektrum avses vanligtvis de bakteriearter som ett visst antibiotikum är effektivt mot. Uttrycket bredspektrumantibiotika används för att beskriva ett antibiotikum som är effektivt mot många olika bakteriearter. Smalspektrumantibiotika är ett antibiotikum som har effekt mot ett färre antal bakteriearter.  Spektrumet för en antibiotika kan förändras över tid eftersom bakterier kan utveckla resistens mot preparatet vilket gör att det är viktigt att man inom sjukvården håller sig uppdaterad om vilka antibiotika typer som kan användas mot vilka bakterier.
Inom sjukvården vill man generellt använda sig av antibiotika med rätt spektrum utan att det är onödigt brett för att undvika biverkningar hos patienten och utveckling av antibiotikaresistens.